# Подводные лодки проекта 670 «Скат»
Подводные лодки проекта 670 «Скат» — серия советских атомных подводных лодок, построенных в 1960-х — 1970-х годах на заводе «Красное Сормово». Разработка горьковского ЦКБ-112, главный конструктор — В. П. Воробьев. Сравнительно дешёвые и небольшого водоизмещения, вооружённые ПКР П-70 «Аметист», лодки типа «Скат» предназначались для уничтожения кораблей, идущих в составе конвоев, в основном — авианосцев в составе авианосных ударных групп.

## История
К-43 стала первой (02.08.1966) атомной подводной лодкой, спущенной на заводе «Красное Сормово».
С постройкой другой подводной лодки этого проекта, К-302, связана радиационная авария в Горьком, областном центре с миллионным населением, с радиоактивным сбросом в Волгу.
Всего в 1967-1972 годах было построено одиннадцать лодок проекта 670, позже шесть лодок было построено по улучшенному проекту 670М, все на заводе «Красное Сормово». Все подводные лодки проекта 670 после постройки входили в состав 11-й дивизии подводных лодок Северного флота, затем с 1974 по 1985 год все они были переведены на Тихоокеанский флот и входили в состав 10-й дивизии подводных лодок с базированием на Вилючинск. С 1983 по 1989 год К-43 находилась в лизинге и стала первой атомной подводной лодкой в составе ВМС Индии. 
В 1983 году К-429 затонула на глубине около 40 метров, 14 человек погибли при аварии, 104 были эвакуированы в ходе спасательной операции. 
Все лодки были исключены из боевого состава в начале 1990-х, утилизированы в 2000—2009 годах.

## Представители
| Название           | Заложена        | Спущена         | В строю          | Флот              | Примечания                                                                             |
| ------------------ | --------------- | --------------- | ---------------- | ----------------- | -------------------------------------------------------------------------------------- |
| К-43 S-71 «Chakra» | 9 мая 1964      | 2 августа 1966  | 5 ноября 1967    | СФ, с 1980 г. ТОФ | Выведена из состава флота 30 июля 1992, утилизирована.                                 |
| К-87 К-212         | 6 февраля 1965  | 20 марта 1968   | 28 декабря 1968  | СФ, с 1978 г. ТОФ | Выведена из состава флота 19 апреля 1990, утилизирована.                               |
| К-25               | 2 декабря 1965  | 31 июля 1968    | 30 декабря 1968  | СФ, с 1984 г. ТОФ | Выведена из состава флота 24 июня 1991, утилизирована.                                 |
| К-121              | 25 ноября 1966  | 29 апреля 1969  | 31 октября 1969  | СФ, с 1983 г. ТОФ | Выведена из состава флота 30 июня 1992, утилизирована.                                 |
| К-313              | 14 июля 1966    | 16 июля 1969    | 16 декабря 1969  | СФ, с 1986 г. ТОФ | Выведена из состава флота 19 апреля 1990, утилизирована.                               |
| К-308              | 29 декабря 1967 | 19 февраля 1970 | 20 сентября 1970 | СФ, с 1985 г. ТОФ | Выведена из состава флота 30 июля 1992, утилизирована.                                 |
| К-302 К-320        | 30 апреля 1968  | 27 марта 1971   | 15 сентября 1971 | СФ, с 1979 г. ТОФ | Участница радиационной аварии Выведена из состава флота 19 апреля 1990, утилизирована. |
| К-320 К-302        | 17 января 1969  | 11 июля 1970    | 1 декабря 1970   | СФ, с 1988 г. ТОФ | Выведена из состава флота 30 июня 1992, утилизирована.                                 |
| К-325              | 6 сентября 1969 | 4 июня 1971     | 5 ноября 1971    | СФ, с 1978 г. ТОФ | Выведена из состава флота 24 июня 1991, утилизирована.                                 |
| К-429              | 26 января 1971  | 22 апреля 1972  | 15 сентября 1972 | СФ, с 1977 г. ТОФ | С 1987 года — УТС-130. Выведена из состава флота, утилизирована в 2001—2002 годах.     |
| К-201              | 16 ноября 1971  | Сентябрь 1972   | 26 декабря 1972  | СФ, с 1974 г. ТОФ | Выведена из состава флота 19 апреля 1990, утилизирована.                               |